# Estació de Montigalà-Lloreda
|  | El títol d'aquest article és incorrecte a causa de limitacions tècniques. El títol correcte de l'article és Estació de Montigalà \| Lloreda. |

Montigalà | Lloreda (en alguns projectes constructius apareix com Montigalà | Sant Crist) és un projecte d'estació de metro de la línia 1 del metro de Barcelona. Actualment està en estudi, i estarà equipada amb ascensors i escales mecàniques. S'ubicarà en la intersecció de la Rambla de Sant Joan amb el Passeig d'Olof Palme i el Carrer de Liszt, que donarà servei tant a la part alta de Lloreda com a Montigalà.
| Metro de Barcelona                 |       |       |                       |                        |
| Procedència/Destinació             | <     | Línia | >                     | Procedència/Destinació |
| Projectat                          |       |       |                       |                        |
| El Prat Estació                    | Fondo |       | Lloreda \| Sant Crist | Badalona Estació       |
| Font perllongament: PDI 2009-2018. |       |       |                       |                        |